# Arena América
Estádio Desembargador José Vasconcelos da Rocha, mais conhecido como Arena América, é um estádio de futebol de propriedade do América de Natal localizado em Parnamirim na Região Metropolitana de Natal, Rio Grande do Norte. A capacidade prevista é de 25 000 pessoas ao final de sua construção.
Inicialmente foi estimado que o estádio seria inaugurado em julho de 2015, ano do centenário do clube, no entanto tal previsão não se concretizou. A Arena foi inaugurado oficialmente no dia 5 de janeiro de 2020 numa goleada americana, numa partida entre o América e o Força e Luz válida pelo Campeonato Potiguar 2020 por 4-1.
As obras do estádio foram iniciadas em 2012, com o processo de limpeza do terreno e terraplanagem. Em janeiro do ano seguinte, as fundações e a superestrutura do Módulo I de arquibancadas foram iniciadas. Até outubro de 2015 estimava-se que já se houvesse investido 5,1 milhões de reais na obra. Em 2019 a diretoria americana revelou que  7,8 milhões de reais foram investidos. A previsão é que esse custo chegue a 8 milhões de reais na após a conclusão dos camarotes. A arena está localizada no centro de treinamento do América e o estádio ocupa 8 hectares de 22 existentes no CT.

## História

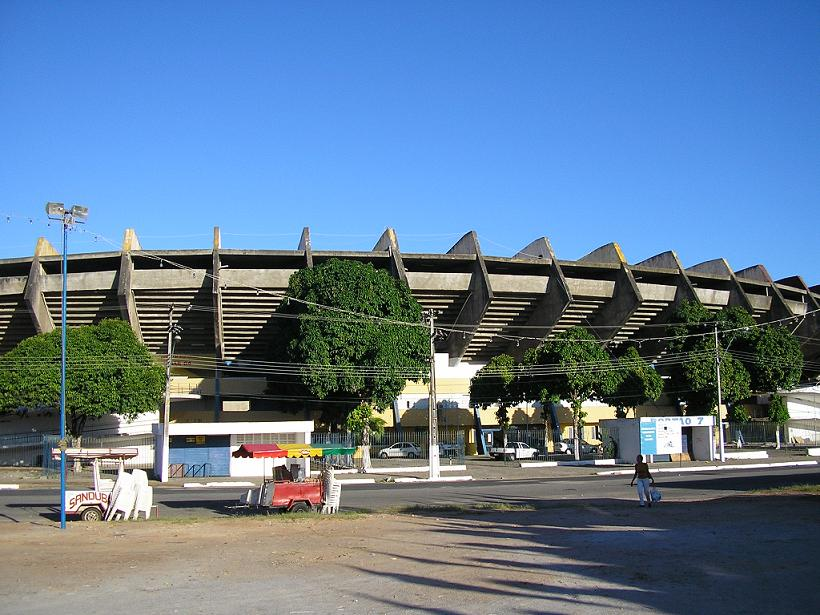
Antigo estádio Machadão, era onde o América mandava seus jogos.

Após a demolição do estádio Machadão para dar lugar a Arena das Dunas, o América precisava buscar alternativas para mandar seus jogos, mandando-os principalmente no estádio Nazarenão, localizado no município de Goianinha, a cerca de 45 km da capital do Rio Grande do Norte. O estádio Arena das Dunas, apesar de ser uma alternativa, possui um aluguel caro. Essas circunstâncias foram decisivas para que a diretoria percebesse a necessidade de se construir um estádio próprio.

### Os torcedores
Grande parte do dinheiro usado na construção do estádio foi arrecadado de torcedores, cerca de R$ 4,5 milhões, foi arrecadada com a venda de cerca de 126 camarotes, custando em torno de 30 mil reais cada. Também foram doados cerca de mil sacos de cimento. O América não teve de se desfazer de nenhum dos seus patrimônios para a construção do estádio. Os torcedores também ajudam com a compra dos pilares que custam R$ 7 mil reais, o torcedor que comprar o pilar vai ter o nome na arena.

### Os dirigentes
O presidente do Conselho Deliberativo do América, José Rocha, principal defensor da construção do estádio do clube, disse a seguinte frase a respeito da arena:
| “ | É a autoestima do América sendo recuperada. É o América, em termos de clube de futebol, saindo do seu estado de pedinte para o seu próprio palácio. | ” |

## Andamento das obras
A pedra fundamental da construção foi lançada em 2011, as obras do estádio, contudo, só foram iniciadas em 2013. O primeiro módulo foi inaugurado oficialmente no dia 5 de janeiro de 2020 numa goleada americana, numa partida entre o América e o Força e Luz válida pelo Campeonato Potiguar 2020 por 4-1 e o sistema de iluminação foi inaugurado em outra goleada do América, em 05 de janeiro de 2025 dessa vez contra a Baraúnas por 5-0, após investimento da SAF do clube.

## Módulo II
De acordo com Francisco Sobrinho, vice-presidente de patrimônio e obras do clube, a arena será em formato de "U" e após a finalização do Módulo I, o clube deverá partir para construção do setor leste, no caso o Módulo II. Este módulo será composto de uma arquibancada móvel e terá capacidade para 5 000 pessoas, aumentando assim a capacidade do estádio para 10 000 pessoas.